# 扎雷縣

51°38′N 15°8′E / 51.633°N 15.133°E
扎雷縣（波蘭語：Powiat żarski），是波蘭的縣份，位於該國西部，由盧布斯卡省負責管轄，首府設於扎雷，面積1,393平方公里，2006年人口98,929，人口密度每平方公里71人。